# 栗田ひづる
栗田 ひづる（くりた ひづる、9月11日 - ）は、日本の女性声優。東京都出身。シグマ・セブン所属。

## 出演

### テレビアニメ
1998年
- おじゃる丸（先生）
- こちら葛飾区亀有公園前派出所（1998年 - 1999年、リリー・フランシス、老人、伝衛門の秘書、景子の母、松藤の女房）

1999年
- 週刊ストーリーランド（アナウンス、花子）

2000年
- ドキドキ♡伝説 魔法陣グルグル（レナ）
- ブギーポップは笑わない Boogiepop Phantom（女性）

2002年
- GUN FRONTIER（女性）

2007年
- レ・ミゼラブル 少女コゼット（女工B、女工A、女子工員）

### 劇場アニメ
- スプリガン（1998年、声）

### 一般ゲーム
- 天使同盟（1998年、イザベラ）
- パニックストリート（1999年）

### アダルトゲーム
- BALDRHEAD ～武装金融外伝～（1999年、イレーナ・スコルピオ）
- もう好きにしてください ～陵辱と鎖と秘密の穴～（2000年、仁科幸子）